# Élodie Bourgeois-Pin
Élodie Bourgeois-Pin, née le 2 mars 1982 à Champagnole, est une fondeuse française. Elle participe aux Jeux olympiques d'hiver de 2006, à Turin. Elle participe en 2013 aux Jeux mondiaux militaires d'hiver de 2013 à Annecy où elle remporte deux médailles en orientation à ski (3e en individuel et 1re par équipes).

## Palmarès

### Coupe du monde
- - 61e du classement général de la coupe du monde 2005
  - Meilleure performance sur des épreuves de la Coupe du monde : 18e

### Jeux mondiaux militairesen orientation à ski
- - 3e lors de l'épreuve Moyenne distance femmes aux Jeux mondiaux militaires d'hiver de 2013 à Annecy
  - 1re lors de l'épreuve Relais femmes aux Jeux mondiaux militaires d'hiver de 2013 à Annecy

### Championnats de France
Championne de France Elite dont :
- Sprint : 2008